# ソリューション (バンド)
ソリューション（Solution）は、1970年から1983年まで存在していたオランダのプログレッシブ・ロック・バンドで、その間に6枚のスタジオ・アルバムと1枚のライブ・アルバムをリリースした。彼らはジャズ、ロック、ポップ、ソウルの影響を取り入れ、5枚目と6枚目のアルバムでより商業的な音楽性になった。

## 略歴
彼らの最初のバンド名を冠したLPは、主にインストゥルメンタルの作品で構成されており、複雑でありながら構造は反復的であった。ベーシストのPeter van der Sandeが1曲で歌っている。彼はリリースの頃にGuus Willemseと交代し、すぐにバンドはより多くの歌ものをレコーディングし始めるようになった。セカンド・アルバム『Divergence』収録の3曲には歌詞がある。
3枚目のアルバム『Cordon Bleu』（1975年）は、エルトン・ジョンのレーベルであるロケット・レコードからリリースされ、続いてアルバム『透明な風景』（1977年）もリリースされた。どちらのアルバムもジョンの音楽プロデューサーであるガス・ダッジョンがプロデュースし、鮮明なサウンドとより簡潔な作詞作曲を特徴としていた。
商業的な方向性に対する幾多の批判にもかかわらず、次の2枚のアルバム『...It's Only Just Begun...』（1980年）および『Runaway』（1982年）でも、この傾向を推し進めた。これらのアルバムからのタイトル・トラック2曲は、それぞれヨーロッパでヒット・シングルとなった。
1983年に解散し、アムステルダムのパラディソにて最後のコンサートを行い、2枚組ライブ・アルバムをリリースした。その後は、2006年3月にアムステルダムのパナマで2回のコンサート（2007年7月にDVDとしてリリース）のために再結成されたり、2005年に3枚組コンピレーションCD（過去にリリースされたほぼすべてのトラックを含む『The Ultimate Collection』）が発表されたりしている。1976年に出された『Solution』と『Divergence』のペア・アルバム（タイトルは単に『Solution』）がEMIによって2007年2月に再発され、「Fever」（オリジナルのCD版から削除されていた）と「Divergence」（1983年のライブ録音を収録したために『The Ultimate Collection』に収録されなかったスタジオ・ヴァージョン）がフィーチャーされた。

## メンバー
- Tom Barlage - サクソフォーン、フルート
- Willem Ennes - ピアノ、オルガン、キーボード ※2012年9月6日、65歳で死去
- Hans Waterman - ドラム
- Guus Willemse - ベース、ボーカル ※アルバム『...It's Only Just Begun...』『Runaway』では「Gus」と表記

### ゲスト・メンバー
- Harry Hardholt - ギター
- Peter van der Sande - ベース、『Solution』のボーカル
- Steve Boston - コンガ on 『Solution』
- Jaap van Eik - ベース
- Adri Klohne - ベース
- ヤン・アッカーマン (Jan Akkerman) - ギター on 「Logic」 from アルバム『...It's Only Just Begun...』
- Michiel Pos - ボーカル、アコースティックギター、フルート on アルバム『Cordon Bleu』
- Neppy Noya - パーカッション on アルバム『...It's Only Just Begun...』
- Frankie Fish - バック・ボーカル on アルバム『Cordon Bleu』

## ディスコグラフィ

### スタジオ・アルバム
- Solution (1971年)
- Divergence (1972年)
- Cordon Bleu (1975年)
- 『透明な風景』 - Fully Interlocking (1977年)
- ...It's Only Just Begun... (1980年)
- Runaway (1982年)

### ライブ・アルバム
- Solution Live (1983年)

### コンピレーション・アルバム
- Solution (1976年) ※1stアルバムと2ndアルバムのパッケージ
- The Best of Solution Live (1991年)
- The Ultimate Collection (2005年)
- Solution Reunion 2006 (2007年、Solutionmusic) ※DVD
- 『ミソロジー』 - Mythology (2012年、Pseudonym) ※1st-4thアルバムのリマスター + ボーナス・トラック
- The Golden Years Of Dutch Pop Music (A&B Sides And More) (2016年)[1]

### シングル
- "Divergence" (1973年、EMI)
- "A Song for You" (1975年、Rocket)
- "Chappaqua" (1976年、Rocket)
- "Give Some More" (1977年、Rocket)
- "Empty Faces" (1977年、Rocket)
- "On My Own" (1980年、CBS)
- "It's Only Just Begun" (1980年、CBS)
- "Runaway" (1982年、CBS)
- "Downhearted" (1982年、CBS)
- "Bad Breaks" (1983年、SKY) ※from 『Solution Live』